# Wilhelm Dietrich von Buddenbrock
Wilhelm Dietrich baron von Buddenbrock (né le 15 mars 1672 à Tilsewischken (de) près de Ragnit en Prusse-Orientale et mort le 28 mars 1757 à Breslau) est un maréchal prussien.

## Origine
Il est issu de l'ancienne lignée des Buddenbrock (de) baltes. Son père est le lieutenant-colonel royal polonais Johann von Buddenbrock (né en 1624 et mort le 3 novembre 1677), héritier de Cosacken, Beynunen (de), Drescowen, Schönjarken, Gurnen (de) et Bialla, et sa mère est Elisabeth Sophia von Rappe (de), fille du major royal polonais Christoph von Rappe sur Angerapp (de) et petite-fille du chancelier prussien Christoph von Rappe ,.

## Biographie
Après trois ans d'études à l'Université de Königsberg, Buddenbrock rejoint l'armée par "envie de guerre" afin de combattre dans le cadre du contingent électoral brandebourgeois pendant la guerre de la Ligue d'Augsbourg dans la campagne contre le royaume de France aux Pays-Bas. En 1690, à l'âge de 18 ans, il combat dans le régiment à cheval d'Anhalt à la bataille de Fleurus. Il participe ensuite à toutes les batailles de la guerre de Succession d'Espagne dans son régiment désormais royal prussien et est commandant du régiment à la bataille de Malplaquet en 1709. Le 18 juillet 1724, Buddenbrock est nommé colonel du régiment précédemment connu sous le nom de Bredow à cheval. Il porte désormais le nom de "von Buddenbrock".
En 1729, il fait partie de l'entourage du roi Frédéric-Guillaume Ier, promu lieutenant général et reçoit l'ordre de l'Aigle noir (1739). Il est membre du Collège du tabac et également associé du roi au lit de mort.
Lors de la bataille de Chotusitz en 1743, il obtient une promotion au grade de général der Kavallerie avec l'image du roi en diamants, une commission officielle et une prime de salaire. La même année, il épouse en secondes noces Beate Abigail von Siegroth (de), veuve de Karl Gottlieb von Nostitz auf Laasan depuis 1741. La seconde guerre de Silésie lui vaut le bâton de maréchal (19. mars 1745).
Son fils aîné est tué à la bataille de Chotusitz, le fils cadet en tant que lieutenant général et gouverneur du corps de cadets de Berlin Johann von Buddenbrock (de) (1707-1781), qui est grièvement blessé à la bataille de Hohenfriedeberg, est un officier de carrière comme son père.
Buddenbrock est mort à l'âge de 85 ans en tant que gouverneur de Breslau. Son corps est inhumé dans l'église de Peterwitz.

## Famille
Wilhelm Dietrich von Buddenbrock est marié en premières noces avec Klara Anna Katharina von Grüter (née le 28 avril 1675 et morte le 8 juin 1713). De ce mariage sont nés trois fils et cinq filles. Après le décès de sa première épouse, il se marie le 15 août 1745 avec Beate Abigail von Siegroth (née le 9 janvier 1700 et morte le 26 juillet 1770). Il a les enfants suivants :
- Johann Wilhelm Dietrich (né le 12 mars 1701 et mort le 22 août 1763) marié en 1730 avec Dorothea Charlotte von Knobelsdorff (née le 27 décembre 1711 et morte le 18 septembre 1782 à Skandlack (de))
- Karl Friedrich (né en 1698 et mort le 17 mai 1742) marié avec Sophie Charlotte von Schönaich (de) (1725–1807), épouse plus tard le ministre Kaspar Wilhelm von Borcke (de) (1704–1747)
- Anna Sophie Agnès (née en 1699), mariée :
  - en 1737 avec Erhard Ernst von Röder (né le 26 juillet 1665 et mort le 26 octobre 1743)
  - avec Johann von Lehwaldt (né le 24 juin 1685 et mort le 16 novembre 1768)
- Charlotte Wilhelmine Clara Catherine (née le 10 février 1710 et morte le 19 avril 1790)[4] mariée en 1731 avec Justus Siegmund von Dyhrn et Schönau (né le 5 septembre 1689 et mort le 16 novembre 1761), administrateur d'arrondissement
- Catherine Louise (morte le 5 avril 1761), dame d'honneur mariée en 1737 avec Albrecht Heinrich von Kalnein (1685-1754), conseiller privé, seigneur d'Orschau et de Riesenwalde
- Marie Wilhelmine (née le 27 août 1714 et morte le 20 avril 1773) mariée en 1740 avec Hans Kasper von Hirsch (né le 17 décembre 1695 et mort le 17 avril 1751)[5], Seigneur de Regitten
- Helene Wilhelmine, abbesse de l'abbaye de Paradiese, Westphalie
- Johann Heinrich Wilhelm Jobst (de) (né en 1707 et mort le 27 novembre 1781), marié en :
  - 1740 avec Elisabeth Dorothea Juliane von Wallmoden (1714–1767)
  - 1767 avec Luise Charlotte Marie von Kalckstein (1727–1768)
  - 1768 avec Johanna Charlotte von Wackenitz (de) (1727–1769)
  - 1769 avec la comtesse Charlotte Auguste von Wartensleben (1736–1794)